# 650 (numero)
Seicentocinquanta è il numero naturale dopo il 649 e prima del 651.

## Proprietà matematiche
- È un numero pari.
- È un numero composto con 12 divisori: 1, 2, 5, 10, 13, 25, 26, 50, 65, 130, 325, 650. Poiché la somma dei suoi divisori (escluso il numero stesso) è 652 > 650, è un numero abbondante.
- È un numero piramidale quadrato.
- È un numero oblungo, ovvero della forma n(n+1).
- È un numero nontotiente.
- È un numero palindromo nel sistema di numerazione posizionale a base 4 (22022).
- È un numero malvagio.
- È parte delle terne pitagoriche  (72, 646, 650), (160, 630, 650), (182, 624, 650), (250, 600, 650), (330, 560, 650), (390, 520, 650), (408, 506, 650), (456, 650, 794), (650, 720, 970), (650, 1560, 1690), (650, 4200, 4250), (650, 8112, 8138), (650, 21120, 21130), (650, 105624, 105626).

## Astronomia
- 650 Amalasuntha è un asteroide della fascia principale del sistema solare.
- NGC 650 è una nebulosa planetaria della costellazione del Perseo.

## Astronautica
- Cosmos 650 è un satellite artificiale russo.